# كلية التجارة (جامعة سوهاج)
كلية التجارة جامعة سوهاج هي كلية حكومية مصرية أنشئت في العام الجامعي 1981/1982.

## مبني الكلية
يوجد مبنى كلية التجارة بحرم الجامعة الجديد بمدينة سوهاج الجديدة علي مساحة 6000 م2 ويتكون من بدروم ودور أرضي و4 أدوار متكرره بتكلفة إنشائية 53 مليون جنيه.

## برامج الكلية
في عام 2007 – 2008م تم إنشاء برنامج الإدارة التخصصية بالكلية وهو أول برنامج من نوعه على مستوى صعيد مصر وذلك للحصول على بكالوريوس في إدارة المستشفيات – والمنشات الصحية – إدارة الفنادق والمنشات السياحية ويقبل البرنامج الطلاب الحاصلين على الثانوية العامة والخريجين الحاصلين على بكالوريوس أو ليسانس من اى جامعة أخرى مصرية أو عربية، وفي عام 2007/2008 تم أنشاء برنامج التعليم المفتوح بشعبة المختلفة.